# Kasen
Das Kasen (jap. 歌仙, dt. etwa: „Dichtmeister“, auch „Unsterbliche“, „Dichter-Genien“ oder „Dichterheilige“) bezeichnet einerseits Meister der Dichtkunst und ist andererseits die beliebteste Form der japanischen Renku-Dichtung in 36 Strophen. Ein Kasen ist einer Jahreszeit zugeordnet, jedoch kommen alle vier Jahreszeiten in ihm vor. Der Dichtung liegt eine Schablone zugrunde, die festlegt, an welcher Stelle welche Jahreszeit beziehungsweise welches Thema angesprochen wird.
Das Kasen besteht aus drei Teilen: der Einleitung (auch Prolog beziehungsweise Ouvertüre) mit sechs Strophen, dem Hauptsatz (auch Entwicklung oder Erweiterung) mit 24 Strophen und dem Schluss (auch Folgerung oder Epilog) mit sechs Strophen. Der erste Vers wird Hokku (発句) genannt und bestimmt die Jahreszeit, die dem noch zu komponierenden Kasen den Namen gibt (zum Beispiel Winterkasen). Das Hokku stimmt die Teilnehmer in die Kettendichtung ein. Der Schlussvers heißt Ageku (挙句) und bezieht sich immer auf den Frühling. Das Ageku schließt in optimistischer Stimmung das Renku.
Aus dem Hokku ist das heute weltweit verbreitete Haiku entstanden.